# 托雷奇瓦
托雷奇瓦，是西班牙瓦伦西亚自治区卡斯特利翁省的一个市镇。总面积12平方公里，总人口87人（2001年），人口密度7人/平方公里。